# Willie Mays

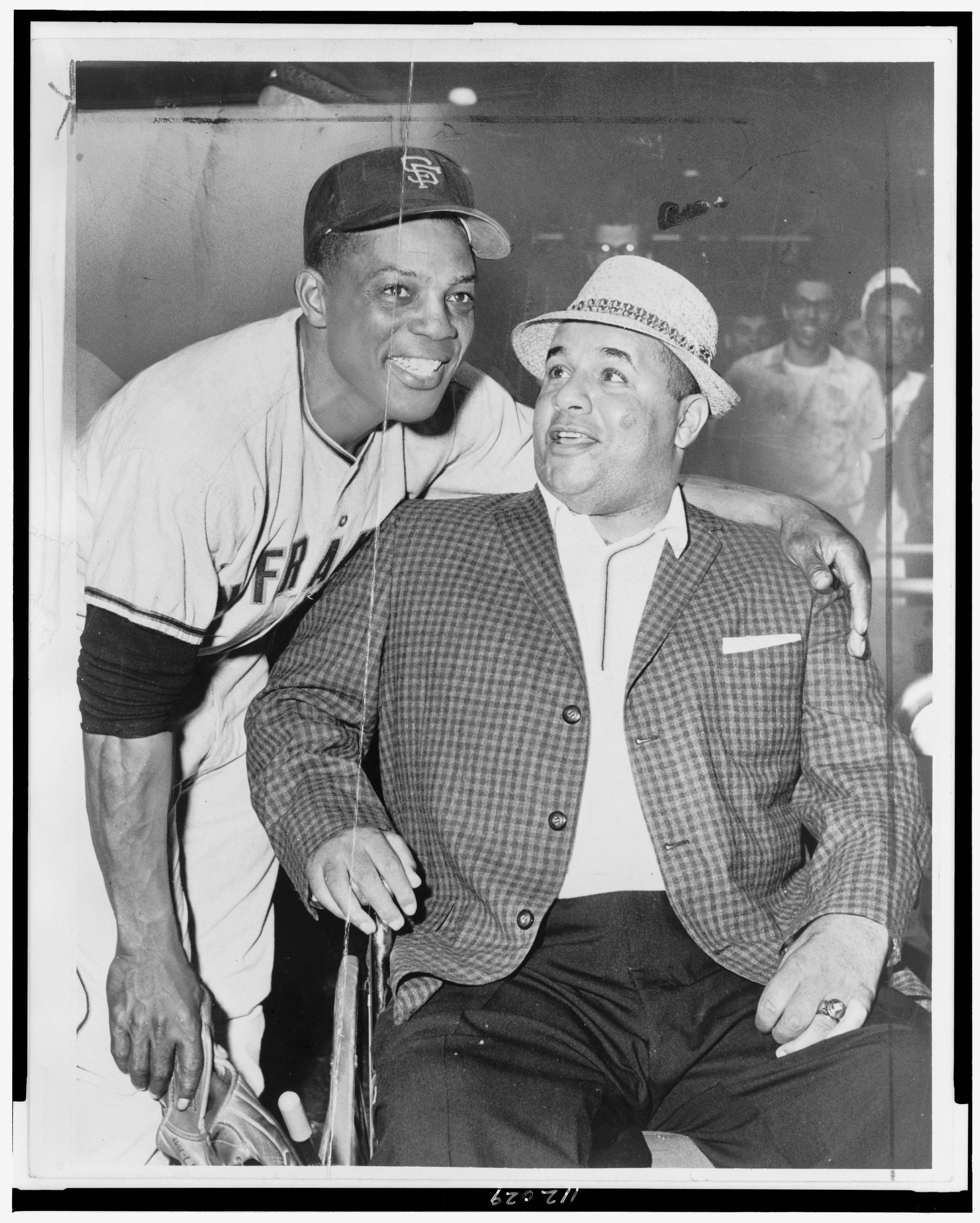
Willy Mays (staand)

Willie Howard Mays Jr. (Westfield (Alabama), 6 mei 1931 – Palo Alto (Californië), 18 juni 2024) was een Amerikaanse honkbalspeler. Mays, die luistert naar de bijnaam The Say Hey Kid, werd in 1979 in de National Baseball Hall of Fame opgenomen. Gedurende zijn carrière won Mays twee MVP awards (de trofee voor de meest waardevolle speler), en maakte 24 maal zijn opwachting in de jaarlijkse All-Star Game.
Mays overleed op 18 juni 2024 op 93-jarige leeftijd aan hartfalen.
- Biblioteca Nacional de Chile: 000466339
- CiNii: DA03360272
- Gemeinsame Normdatei: 173496318
- International Standard Name Identifier: 0000 0000 8299 3210
- Library of Congress Control Number: n79041939
- National Archives and Records Administration: 10583005
- Bibliotheek van het Japanse parlement: 00449280
- Nederlandse Thesaurus van Auteursnamen: 131964895
- SNAC: w6kk9k29
- Virtual International Authority File: 110380493
- WorldCat: E39PBJyxhrFK8JR6tvRHtyTbVC